# Limousine (race ovine)
Pour les articles homonymes, voir Limousine.
La race ovine Limousine est une race de moutons du nord du Massif central apparue à la fin du XIXe siècle sur le plateau de Millevaches à la suite de divers croisements entre races. Elle est officialisée en 1943.
Cette race uniformément blanche est essentiellement utilisée pour la production de viande. Elle est réputée pour sa rusticité, vraisemblablement acquise sur le plateau de Millevaches, où elle a été soumise à des conditions de climat et de milieu difficiles. C’est toujours sur ce territoire, dont elle est une race emblématique, qu’on la trouve majoritairement, et elle a un rôle important dans l'entretien du paysage et notamment des tourbières et des landes. Elle a cependant quelque peu élargi son aire d'influence aux régions avoisinantes.
Aujourd'hui, on compte environ 150 000 brebis limousines reproductrices, élevées en race pure ou en croisement avec des races bouchères pour améliorer la conformation des agneaux qui bénéficient d'une indication géographique protégée. 

## Origine
Cette race a été obtenue, au cours du XIXe siècle, par croisements entre diverses races du Massif central, comme la Marchoise, et du bassin de la Loire, comme la Berrichon-crevant et la Châtre. De ces croisements est né sur le plateau une population homogène de brebis particulièrement rustiques. Ce cheptel se développe à la fin du XIXe siècle, profitant de l’essor de l’élevage ovin sur le plateau de Millevaches, avant de voir son influence décroître à la suite de l'introduction en France de races anglaises.
Il a toutefois pris assez d’importance pour que soit créé en 1909 un Syndicat de la race limousine de Corrèze, qui ouvre la voie à une reconnaissance plus officielle de la race en 1943 avec la création du flock-book. Commence alors une amélioration plus poussée de la race par sélection. Plus tard, en 1973, on crée la section limousine des races ovines du Massif central.
Actuellement, on estime les effectifs à 50 000 animaux, dont 38 000 brebis reproductrices.

## Description

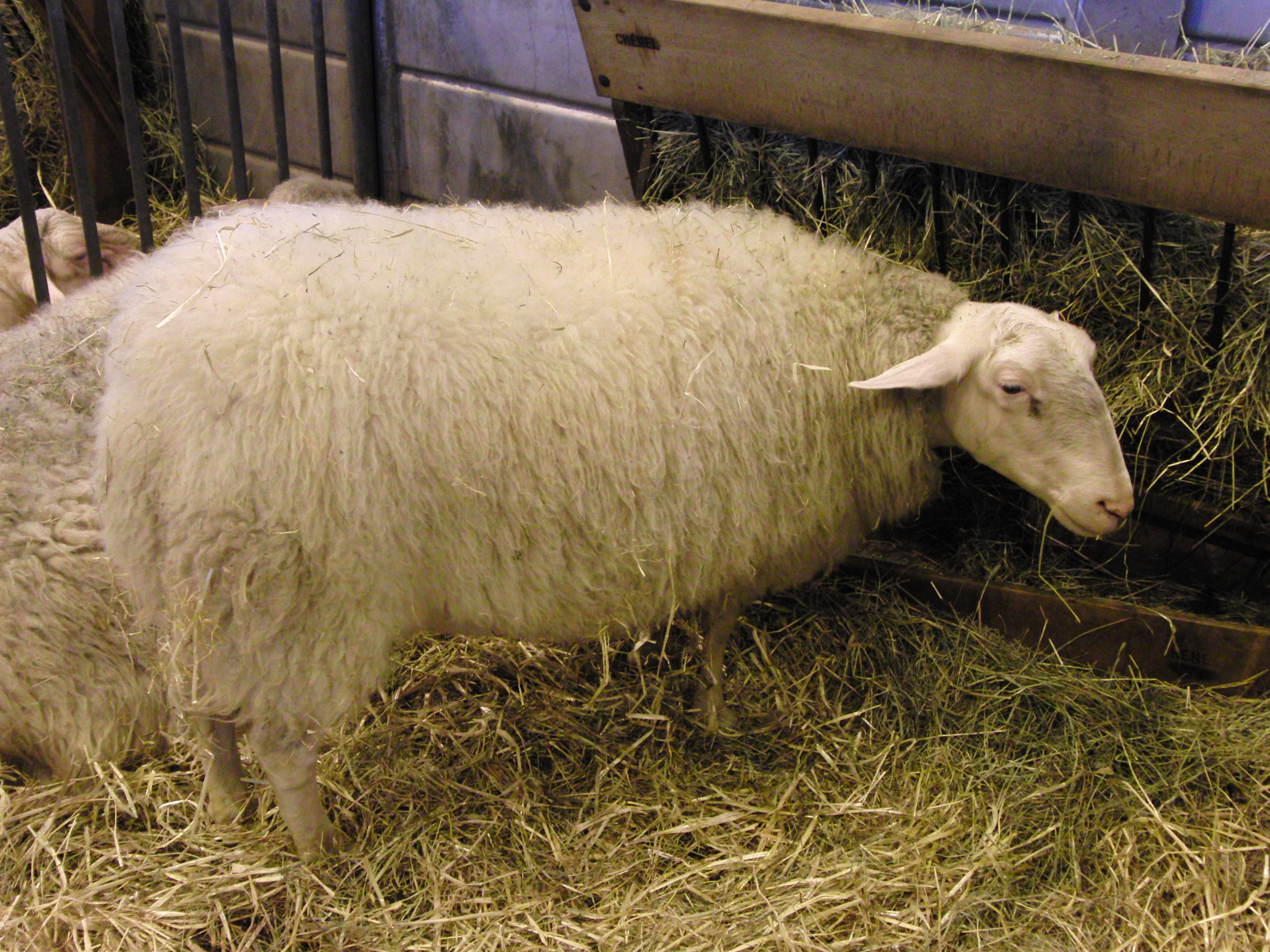
Brebis limousine au salon de l'agriculture.

La limousine est un mouton de corpulence moyenne. Elle a une croupe et un dos large et une poitrine profonde. Ses membres sont fins et se terminent par des onglons blonds hauts et serrés. La laine, uniformément blanche, laisse des ouvertures et forme des mêches de bonne taille. Elle s’étend jusqu’au genou et au jarret. La tête, la partie supérieure de la gorge et le ventre en sont également dépourvus. La tête, surplombant un cou plutôt court, est de forme allongée, avec un chanfrein busqué, notamment chez le mâle. Elle est couverte de poils satinés blancs. Elle porte des oreilles assez larges disposées à l’horizontale. Elle est dépourvue de cornes. 
Le mâle a une hauteur au garrot de 80 cm pour 110 kg tandis que la femelle mesure 72 cm au garrot pour un poids de 70 kg.

## Aptitudes

### Une race particulièrement rustique

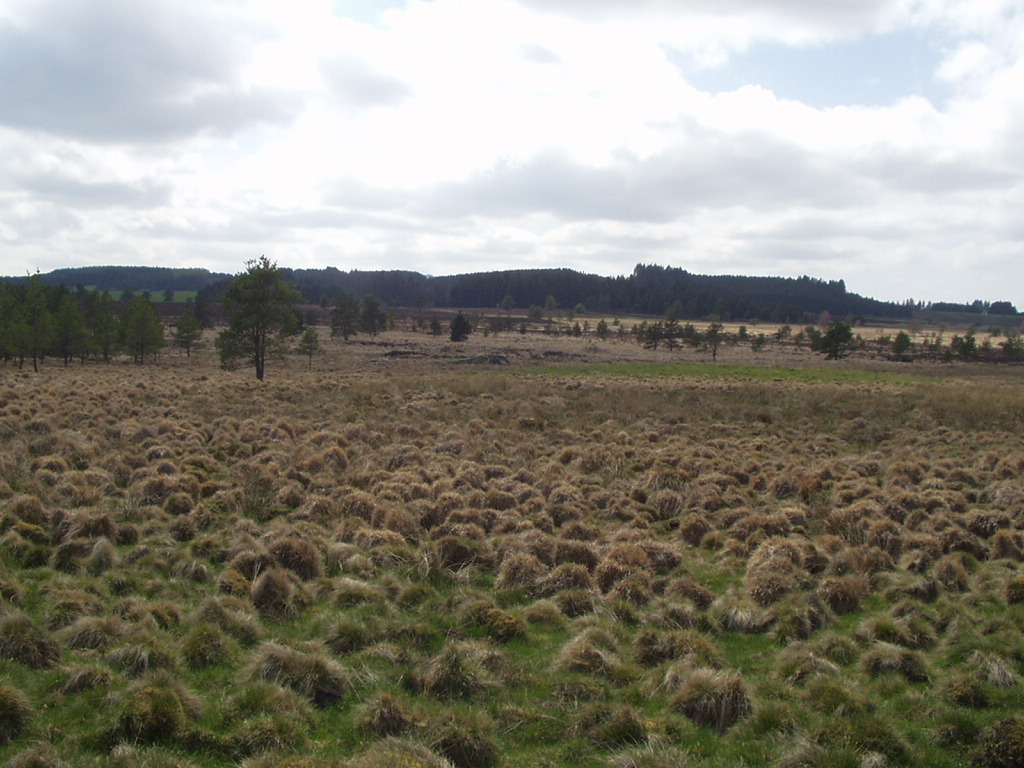
C'est dans ces paysages caractéristiques de tourbières et de landes du plateau de Millevaches que la limousine a développé sa rusticité.

La limousine est très bien adaptée à des conditions de vie difficile. Elle résiste bien aux hivers rigoureux comme aux périodes de sécheresse, et de petits écarts dans son alimentation n’entravent pas ses facultés à la reproduction. Sa laine ouverte et mêcheuse est bien adaptée aux intempéries, et ses pattes sont très peu sensibles aux boiteries causées par les sols acides. La limousine valorise relativement bien des fourrages grossiers et hétérogènes, qui sont parfois refusés par d’autres races. Cette caractéristique lui confère un rôle majeur d'entretien du paysage sur son territoire d'origine. Elle est indispensable pour entretenir les landes et tourbières du plateau de Millevaches et maintenir le paysage ouvert.

### Qualités maternelles
La limousine a de bonnes facultés à la reproduction. Sa prolificité de 1,39 agneau par portée et sa productivité numérique de 1,49 sont correctes. C’est une brebis qui possède une bonne aptitude au désaisonnement,. Les mises bas se déroulent sans difficultés majeures. La limousine est en outre une race précoce, qui peut être mise à la reproduction dès l’âge de 7 mois.

### Aptitudes bouchères
La limousine est presque exclusivement destinée à produire des agneaux pour leur viande. Les agneaux de race pure pèsent 16 à 18 kg pour les agneaux d’herbe (broutards) et 18 à 20 kg pour les agneaux de bergerie,. Pour améliorer la conformation des agneaux, il est souvent pratiqué des croisements avec des races bouchères.
La viande d’agneaux limousins peut être valorisée sous l’appellation « Agneau du Plateau de Millevaches », destinée uniquement aux agneaux limousins de race pure.

## Élevage
C’est une race particulièrement bien adaptée à l’élevage en plein air. Traditionnellement, les éleveurs faisaient agneler leurs brebis limousines au printemps, mais afin d'être plus rentables économiquement, ils optent de plus en plus pour un système avec quatre agnelages en trois ans produisant des agneaux de bergerie.
Assez souvent, on utilise cette race en croisement avec des races bouchères à bonne conformation, de façon à obtenir des agnelles conservant une bonne rusticité et de fortes aptitudes au désaisonnement et à l’allaitement tout en étant mieux conformées. Après un second croisement avec une race bouchère, on obtiendra des agneaux terminaux bien conformés qui seront après abattage mis sur le marché à contre saison.

## Sélection

Logo de l'UPRA Races Ovines des Massifs.

Le schéma de sélection de la race est géré par l’UPRA Races Ovines des Massifs, une structure qui s’occupe conjointement de 6 races ovines rustiques du Massif central : la blanche du Massif central, la limousine, la grivette, la rava, la noire du Velay et la bizet. En 2005, on comptait 17 450 brebis inscrites au livre généalogique de la race, provenant de 51 troupeau.
La sélection vise principalement à améliorer les qualités maternelles de la limousine. Pour cela, on contrôle la prolificité et la production laitière de chaque brebis inscrite au contrôle de performances. Les meilleures brebis sur ces critères sont choisies pour devenir mères à béliers, c’est-à-dire que leurs agneaux mâles seront contrôlés en station d’évaluation. Ils sont alors élevés dans les mêmes conditions et il est aisé de les comparer sur différents facteurs comme la vitesse de croissance, le développement musculaire ou l’état d’engraissement. Les meilleurs d’entre eux sont utilisés en insémination artificielle, et les contrôles réalisés en ferme ou en station sur leurs descendants permettront de mieux connaître leur valeur génétique.

## Répartition
La limousine est originaire du plateau de Millevaches, un territoire aux sols acides et aux conditions climatiques difficiles, marquées par de fortes précipitations, un enneigement hivernal et entre 100 et 150 jours de gel par an. C’est sur ce territoire, où elle pâture essentiellement des parcours de landes et de tourbières, que la race s’est forgée sa rusticité. Au cours du XIXe siècle, la race s’est développée dans les régions avoisinantes, et on trouve aujourd’hui des brebis limousines dans les régions Limousin, Auvergne et Languedoc-Roussillon, mais également quelques-unes dans l’ouest des Vosges et les Pyrénées-Orientales.
La limousine est inconnue au-delà des frontières françaises, bien que sa rusticité lui offre la possibilité de se développer dans des endroits très divers.

## Place dans la culture locale
La limousine est une race emblématique du plateau de Millevaches, territoire où elle est bien implantée et joue un rôle majeur dans l'entretien du paysage de landes et de tourbières qui caractérise le parc naturel régional qui y a été récemment créé. Elle tient également une place dans les traditions culinaires de la région à travers sa viande, mais aussi avec la tomme de Brach, fromage réalisé traditionnellement avec du lait de brebis limousine trait après le sevrage de l’agneau.